# C̃
Cette page contient des caractères spéciaux ou non latins. S’ils s’affichent mal (▯, ?, etc.), consultez la page d’aide Unicode.
C̃ (minuscule : c̃), appelé C tilde, est un graphème utilisé dans l’écriture du yanesha. Il s'agit de la lettre C diacritée d'un tilde.

## Utilisation
Le C tilde a été utilisé en same du Nord dans la revue Samealbmug publiée en 1921 et 1922.
Le c tilde est utilisé dans l’alphabet wakhi du séminaire Alifbo de 2013.

## Représentations informatiques
Le C tilde peut être représenté avec les caractères Unicode suivants :
- décomposé (latin de base, diacritiques) :

| formes    | représentations | chaînes de caractères | points de code | descriptions                                |
| --------- | --------------- | --------------------- | -------------- | ------------------------------------------- |
| capitale  | C̃               | C◌̃                    | U+0043 U+0303  | lettre majuscule latine c diacritique tilde |
| minuscule | c̃               | c◌̃                    | U+0063 U+0303  | lettre minuscule latine c diacritique tilde |